# 사도좌 공석

사도좌 공석 상태에 있는 동안에 사용되는 성좌의 문장

사도좌 공석(使徒座空席, 라틴어: sedes vacans, 또는 5격이나 이탈리아어로 sede vacante)은 라틴어로 ‘주교좌가 비어 있는 상태’를 의미하며, 로마 가톨릭교회에서 교황직이 공석 상태일 경우를 일컫는 교회법 용어이다.
교황이 선종하거나 퇴위할 경우 성좌는 사도좌 공석 상태에 놓이게 된다. 즉 로마 교구의 주교좌 성당인 라테라노 대성전의 주교좌가 공석 상태가 되었다는 것을 의미한다. 이 기간 동안 성좌는 추기경단의 관리 감독 아래 놓이게 된다.
1996년에 교황 요한 바오로 2세가 발표한 사도적 헌장 《주님의 양떼(Universi Dominici Gregis)》에 의하면, 사도좌 공석 동안 바티칸 시국 통치에 관한 교황의 모든 속권은 자동으로 추기경단에 속한다. 하지만 그 권한은 지극히 제한적이다. 교황 생전이나 직무 수행 중에 교황에게 전적으로 속하는 사항들에 대하여 추기경단은 아무런 권력이나 결정권이 없다. 그러한 모든 것들은 오로지 미래의 교황에게만 배타적으로 유보되어야 한다. 그러므로 교황 생전이나 직무 수행 중에 교황에게 속하는 권력이나 재치권 행위를 추기경단이 허락된 한도를 넘어 행하면 무효이다. 이와 동시에 로마 교황청 내 모든 부서의 장(長), 곧 국무원장 추기경과 의장 추기경들, 위원장 대주교들 및 그 부서들의 의원들은 즉시 그 직무가 끝난다. 다만 예외로 교황 궁무처장은 사임하지 않고 교황청 내사원장은 그들의 통상 업무를 계속 수행하면서 교황에게 보고할 것들을 추기경단에 보고한다. 또한, 로마 교구의 총대리 추기경과 성 베드로 대성전 수석사제 추기경과 바티칸 시국 총대리도 그 관할권은 계속 유지된다. 사도좌 공석 동안 바티칸 시국 우체국에서는 교황 문장 대신에 사도좌 공석 문장을 새긴 도장을 찍는다.
사도좌 공석 동안 성좌의 문장도 바뀌게 된다. 교차된 열쇠 위에는 교황관 대신에 이탈리아어로 움브라쿨룸 또는 옴브렐리노라고 불리는 우산으로 올려지게 된다. 이는 현재 교황직이 공석 상태이며 일시적으로 성좌가 교황 궁무처장의 권한 아래 놓이게 되었음을 의미한다. 더 나아가, 교황 궁무처장은 새 교황이 선출되기 전까지 성좌의 문장 중에서 교황의 문장이 있던 자리에 자신의 문장을 첨부할 수 있다. 사도좌 공석 동안 바티칸 시국의 유로 주화는 교황의 문장 대신에 교황 궁무처장의 문장이 새겨진 주화가 발행되며, 이는 모든 유로존 회원국에 법정 화폐로서의 효력을 지닌다.
사도좌가 공석일 경우 미사 중 감사 기도에서 교황의 이름을 언급하는 부분은 새 교황이 선출될 때까지 생략한다.
교황 궁무처장은 교황이 선종한 즉시 교황 전례처장과 사도좌 관방처의 고위 성직자들, 사무처장, 상서 등의 앞에서 교황의 선종을 공식으로 확인할 소임이 있다. 상서는 교황의 공식 선종 증명서를 작성한다. 또한 관방처장은 교황 사저 안의 내실(內室), 즉 서재와 침실 등을 봉인하고, 평소 사저(私邸)에 거주하는 사람들은 교황의 장례가 끝날 때까지 거기에 머무를 수 있도록 보장해 준 다음 교황 사저 전체를 봉인한다.
교황 궁무처장은 로마 교구의 총대리 추기경에게 교황의 선종 소식을 알리고, 로마 교구의 총대리 추기경은 로마 시민들에게 그 소식을 특별 공고로 알린다. 또한 교황 궁무처장은 바티칸 대성전의 대사제 추기경에게 이 소식을 전하고, 바티칸 교황궁을 접수하며, 직접 또는 대리인을 시켜 라테라노와 카스텔간돌포에 있는 교황궁들을 접수하여, 이를 지키고 관장한다.
추기경단의 수석 추기경은 교황 궁무처장 등에게서 교황의 선종 소식을 전해 듣는 즉시, 모든 추기경에게 그 소식을 알리고, 추기경단 회의를 소집한다. 그는 또한 성좌에 파견된 각국 외교 사절단들, 즉 각국 대표들과 그 나라의 최고 지도자들에게도 교황의 선종 소식을 알린다. 그리고 추기경들은 《교황 장례 예식서(Ordo Exsequiarum Romani Pontificis)》의 규범에 따라 선종한 교황의 영혼을 위하여 9일동안 계속되는 장례식을 거행한다. 그 규범은 《교황 선거 예식서(Ordo Rituum Conclavis)》의 규범과 함께 충실히 지켜져야 한다.
교황이 퇴위할 경우, 퇴위한 교황은 ‘전임 교황’으로 불리게 된다. 전임 교황은 흰색 수단을 계속 입지만 붉은색 어깨 망토인 모제타는 입지 않는다. 어부의 반지와 납봉 인장 역시 폐기한다.
사도좌 공석 중에 추기경단이 해야 하는 가장 중요한 일은 교황 선출 준비다. 추기경단 회합은 전체회합(congregatio generalis)과 특별회합(congregatio particularis)으로 이뤄진다. 전체회합은 교황 선거권이 없는 만 80세 이상의 추기경까지 참여하는 회의로 콘클라베를 개시하는 날짜를 정하는 것을 비롯해 좀 더 중요한 사항을 결정한다.
덜 중요한 통상적인 사항은 특별회합에서 결정되는데, 관방처장 추기경과 만 80세 미만인 선거인 추기경 가운데 품계별(부제급, 사제급, 주교급)로 한 명씩 선발된 세 명의 추기경으로 이뤄진다. 품계별로 선발된 추기경 세 명의 임기는 3일로, 3일이 끝나면 역시 추첨을 통해 다른 세 명의 추기경을 선발하게 된다.
추기경들의 전체회합은 바티칸의 교황궁(Aedibus Apostolicis Vaticanis)에서 개최되거나 또는 상황에 따라 추기경 자신들이 더 적절하다고 판단하는 다른 장소에서 개최된다. 전체회합은 추기경단의 수석 추기경(Decanus)이 주재하고, 그의 부재 시나 합법적 장애가 있는 경우에는 차석 추기경(Subdecanus)이 주재한다. 수석 추기경이나 차석 추기경 또는 두 사람이 모두 더 이상 교황 선거권이 없을 경우에는 일반적 서열에 따른 선거인 추기경들 중의 최고령 추기경이 콘클라베 중의 전체회합을 주재한다.
추기경단 전체회합을 통해 콘클라베 날짜가 정해지면, 선거인 추기경들은 그날 아침 성 베드로 대성전에 모여 함께 미사를 거행한 후 오후에 콘클라베 장소인 시스티나 경당에 행렬을 지어 들어가 교황 선거 일정을 시작한다.
18세기 말부터 가장 긴 사도좌 공석 기간은 1799년 교황 비오 6세가 선종한 후부터 1800년 교황 비오 7세가 선출되기 전까지로, 약 반년 정도에 걸쳐 있었다.

## 19세기 이래 사도좌 공석 기간
| 전임 교황            | 후임 교황            | 개시             | 종식             | 일수  |
| -------------------- | -------------------- | ---------------- | ---------------- | ----- |
| 교황 비오 6세        | 교황 비오 7세        | 1799년 8월 30일  | 1800년 3월 14일  | 207일 |
| 교황 비오 7세        | 교황 레오 12세       | 1823년 8월 21일  | 1823년 9월 28일  | 39일  |
| 교황 레오 12세       | 교황 비오 8세        | 1829년 2월 11일  | 1829년 3월 31일  | 49일  |
| 교황 비오 8세        | 교황 그레고리오 16세 | 1830년 12월 1일  | 1831년 2월 2일   | 63일  |
| 교황 그레고리오 16세 | 교황 비오 9세        | 1846년 6월 2일   | 1846년 6월 16일  | 15일  |
| 교황 비오 9세        | 교황 레오 13세       | 1878년 2월 8일   | 1878년 2월 20일  | 13일  |
| 교황 레오 13세       | 교황 비오 10세       | 1903년 7월 21일  | 1903년 8월 4일   | 15일  |
| 교황 비오 10세       | 교황 베네딕토 15세   | 1914년 8월 21일  | 1914년 9월 3일   | 14일  |
| 교황 베네딕토 15세   | 교황 비오 11세       | 1922년 1월 23일  | 1922년 2월 6일   | 15일  |
| 교황 비오 11세       | 교황 비오 12세       | 1939년 2월 11일  | 1939년 3월 2일   | 20일  |
| 교황 비오 12세       | 교황 요한 23세       | 1958년 10월 10일 | 1958년 10월 28일 | 19일  |
| 교황 요한 23세       | 교황 바오로 6세      | 1963년 6월 4일   | 1963년 6월 21일  | 18일  |
| 교황 바오로 6세      | 교황 요한 바오로 1세 | 1978년 8월 7일   | 1978년 8월 26일  | 20일  |
| 교황 요한 바오로 1세 | 교황 요한 바오로 2세 | 1978년 9월 29일  | 1978년 10월 16일 | 18일  |
| 교황 요한 바오로 2세 | 교황 베네딕토 16세   | 2005년 4월 3일   | 2005년 4월 19일  | 17일  |
| 교황 베네딕토 16세   | 교황 프란치스코      | 2013년 2월 28일  | 2013년 3월 13일  | 14일  |
| 교황 프란치스코      | 교황 레오 14세       | 2025년 4월 21일  | 2025년 5월 8일   | 18일  |